# パビリオン
パビリオンとは
1. 展示会や博覧会などの仮設の建築物、展示館のこと。本項で述べる。
2. 園遊会などの大テント。
3. 宝石のブリリアントカットにおける下部の名称。
4. アイスパビリオンは北海道上川郡上川町にある「氷の美術館」。
5. 建築学では、「別棟」「離れ」の意。
6. 紋章学において大紋章を囲むように位置する布。
7. ヒューレット・パッカード社の個人向けパーソナルコンピュータの商標。コストダウンとエンターテインメント機能の両立を重視し、ビジネスモデルとの差別化が図られている。近年のノートブックPCは、非常に華美な筐体デザインで知られる。

フランス語のパヴィヨン（wikt:en:pavillon#French）は蝶々（wikt:papillon）と同じ語源で、広げた布や幕の形状から来た言葉。
パビリオン（英: pavillion、米: pavilion）とは、展示会や博覧会などに用いられる仮設の建築物、テント、展示館のこと。日本では1970年の大阪万博で一般化した言葉であり、何々館と言う場合の館とほぼ同義である。博覧会などの終了後に取り壊されることも多いが、会期後も利用され続けたり、建築物として高く評価されて保存・再建が行われる場合もある。
大阪万博でパビリオンという名前を付けた展示館として、ガスパビリオン・古河パビリオン等があった。ガスパビリオンは日本で開催された全ての国際博覧会で出展されている。

## 代表的なパビリオン建築
- バルセロナ・パビリオン（ミース・ファン・デル・ローエ設計 所在地:スペイン・バルセロナ）
1929年のバルセロナ万博でドイツ館として建てられた。会期終了後取り壊されたが、1989年再建。
- ブルージュ2002パビリオン（伊東豊雄設計 所在地:ベルギー・ブルージュ）
ブルージュの街中に建つ、アルミニウムを主な材料とするトンネル状のパビリオン。